# 羅伯特·艾姆斯·班奈特
羅伯特·艾姆斯·班奈特（英語： Robert Ames Bennet，1870年0月0日—1954年0月0日）是一位美國西方小說和科幻小說作家。他有幾部小說被拍成電影。

## 著作
部分表單
- 1901年《賽拉：極地坑的浪漫史》（Thyra: A Romance of the Polar Pit）
- 1905年《為了白色基督》（For The White Christ）
- 1909年《與派克的志願者》（A Volunteer With Pike）
- 1913年《森林少女》（The Forest Maiden）
- 1917年《巴爾碗》（The Bowl of Baal）
- 1924年《擁有兩把槍的男子》（The Two-Gun Man）
- 1932年《陷入荒野》（Caught In The Wild）

## 外部連結
- WorldCat 聯合目錄中羅伯特·艾姆斯·班奈特的著作或與之相關的著作
- Robert Ames Bennet的作品  - 古騰堡計劃